# Anna Breman
Anna Breman, född 13 maj 1976, är en svensk nationalekonom.
Anna Breman tillträdde som första vice riksbankschef i Sveriges riksbank den 2 september 2022. Hon efterträdde Cecilia Skingsley. När hon utsågs till första vice riksbankschef hade hon suttit i Riksbankens direktion sedan 2019, där hon som direktionsledamot innehöll titeln  vice riksbankschef. 
Breman har en doktorsexamen i nationalekonomi från Handelshögskolan i Stockholm och var chefsekonom på Swedbank 2015–2019. Sedan 2018 var hon även global chef för Swedbank Makroanalys.